# Comuna Apače
Apače (Občina Apače) este o comună din Slovenia, cu o populație de 532 de locuitori (2002).

## Localități
Apače, Črnci, Drobtinci, Grabe, Janhova, Lešane, Lutverci, Mahovci, Nasova, Novi Vrh, Plitvica, Podgorje, Pogled, Segovci, Spodnje Konjišče, Stogovci, Vratja vas, Vratji Vrh, Zgornje Konjišče, Žepovci, Žiberci